# Smidse van Meeswijk

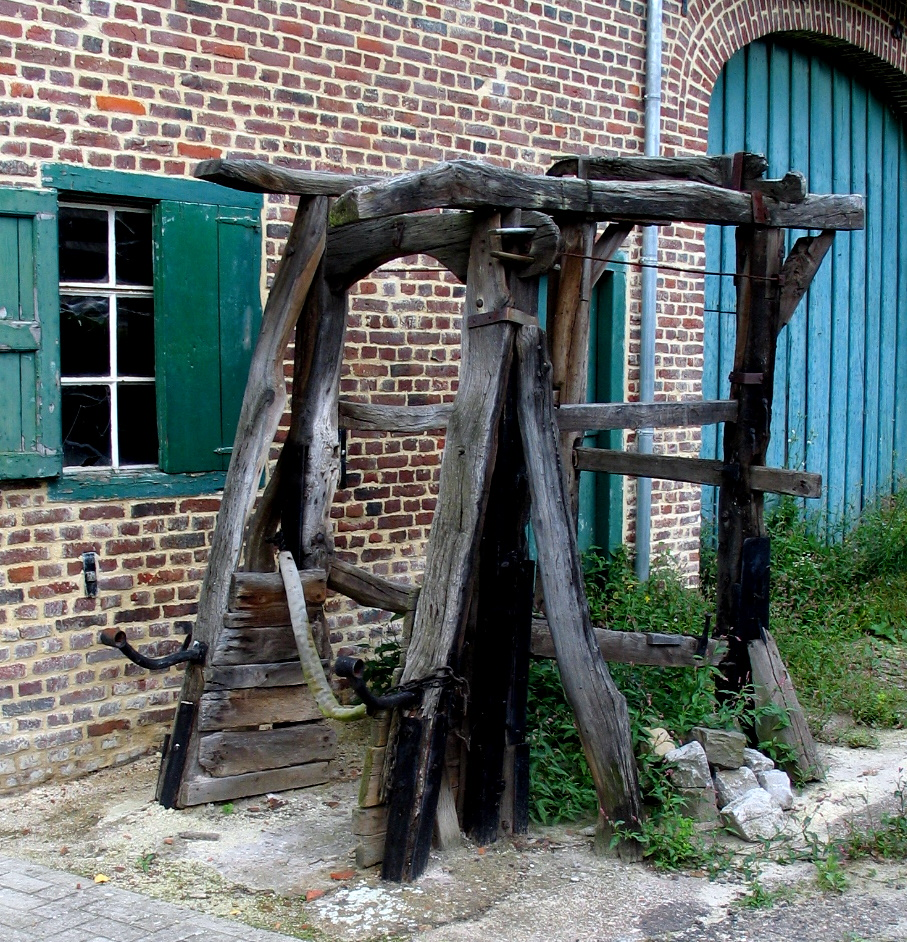
Hoefstal van de smidse

De smidse van Meeswijk is een voormalige smederij te Meeswijk die bestaat vanaf 1810.
Vijf generaties smeden hebben hier hun vak uitgeoefend. De laatste was Jan Gijsen (Sjang de Smeed), welke de activiteiten in 1990 beëindigde. Opdat de smidse niet in verval zou raken werd de smidse, die tegenwoordig geklasseerd is als monument, gerestaureerd. Ook de hoefstal voor de smederij werd geheel hersteld.
In 2008 was de restauratie grotendeels voltooid en werd de smidse opengesteld voor het publiek. Ze omvat een werkend atelier en een tentoonstelling van honderden stuks smidsgereedschappen.

## Galerij
Onderstaande foto's van de smidse in Maasmechelen zijn gemaakt door Patrick Viaene in het kader van het onderzoeksproject Industriële Archeologie in België.

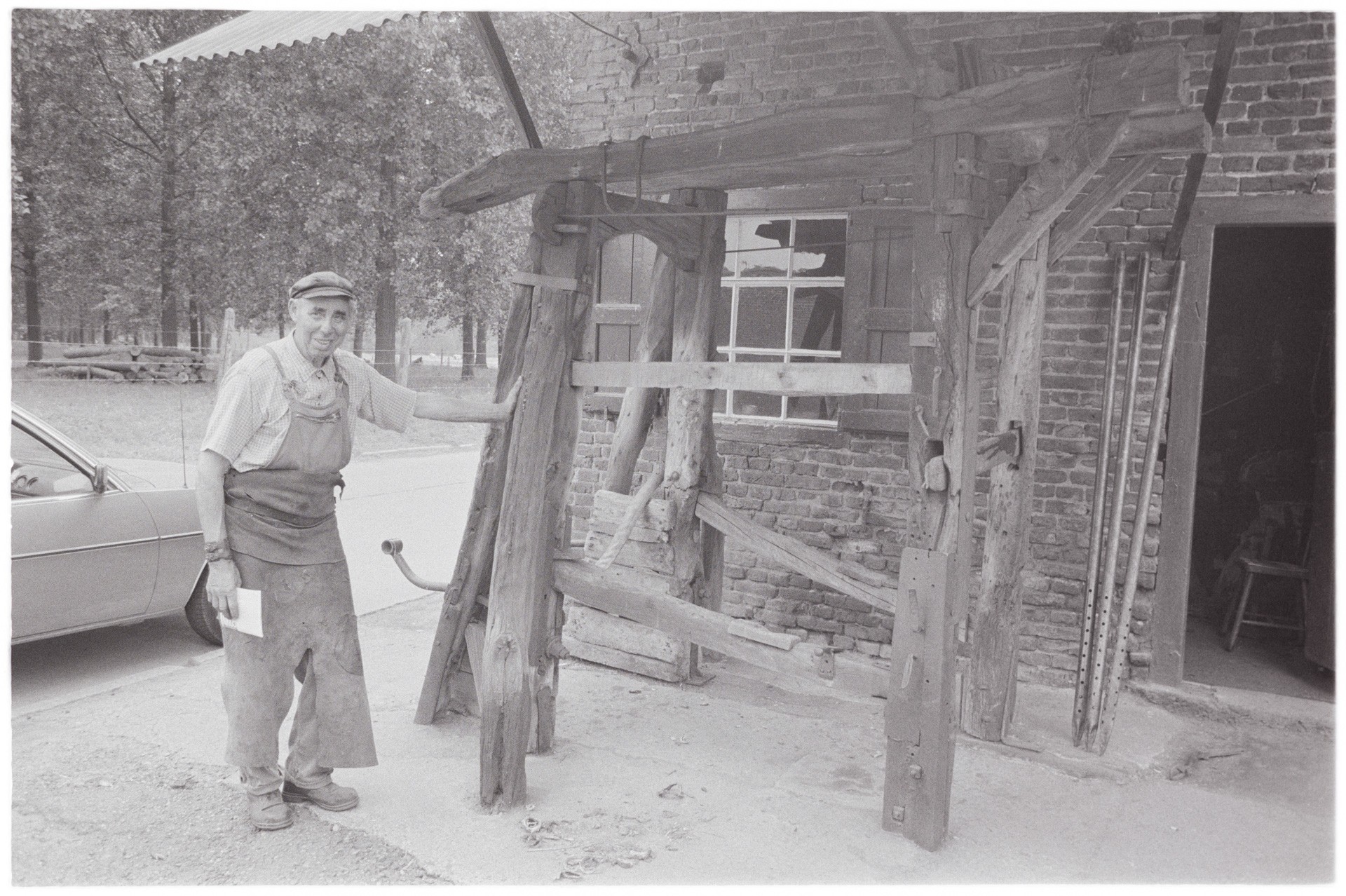
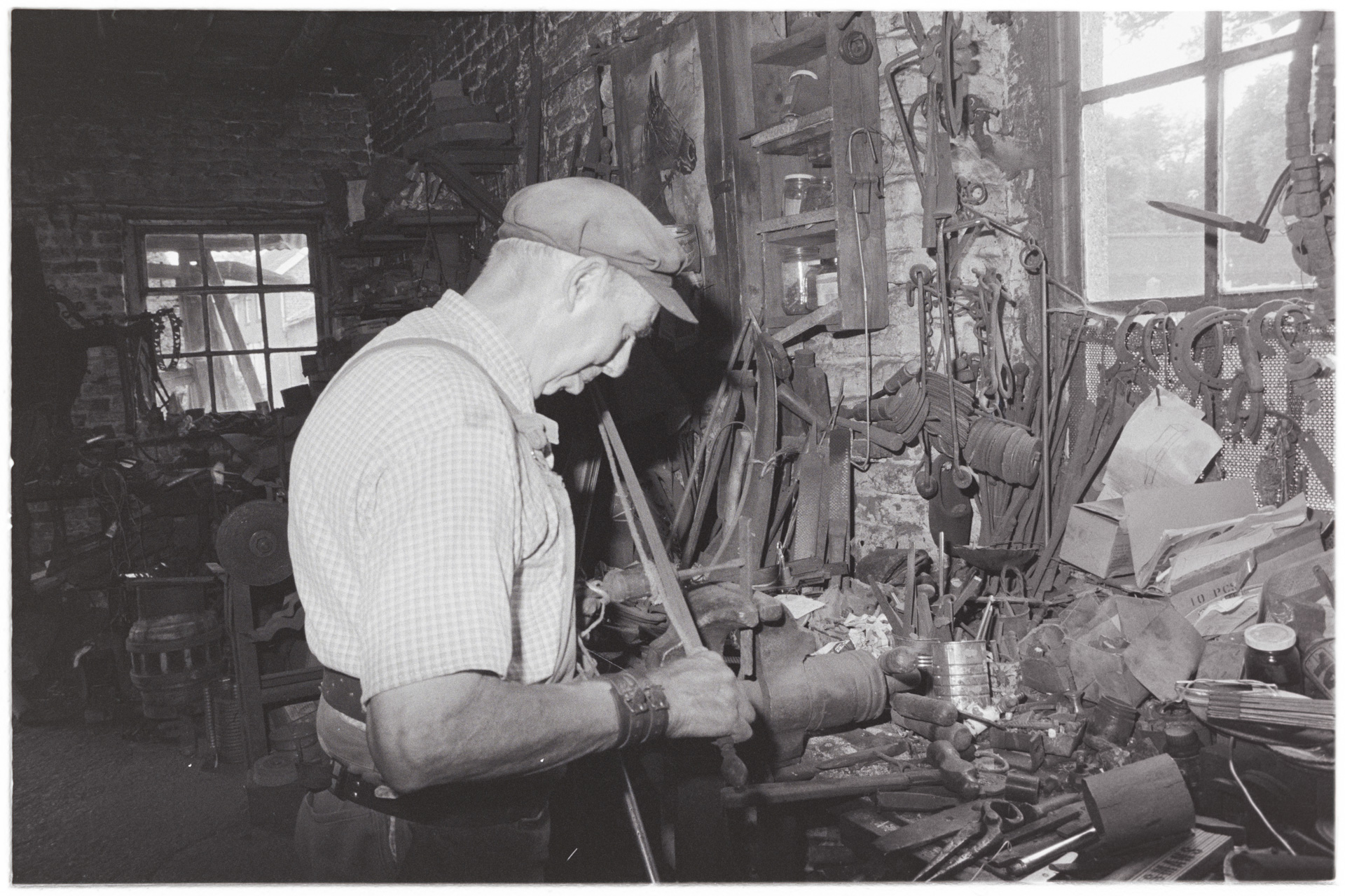
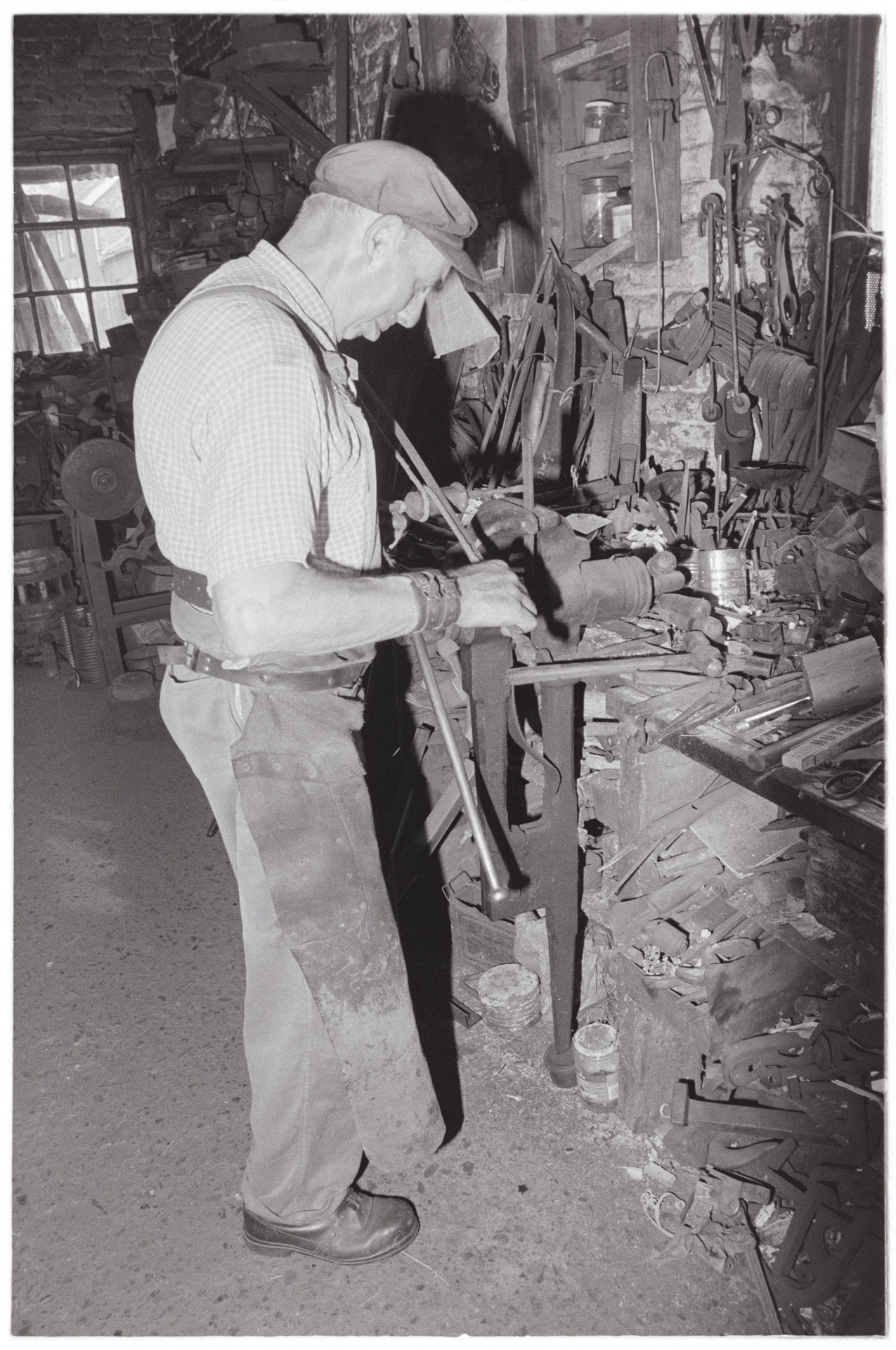
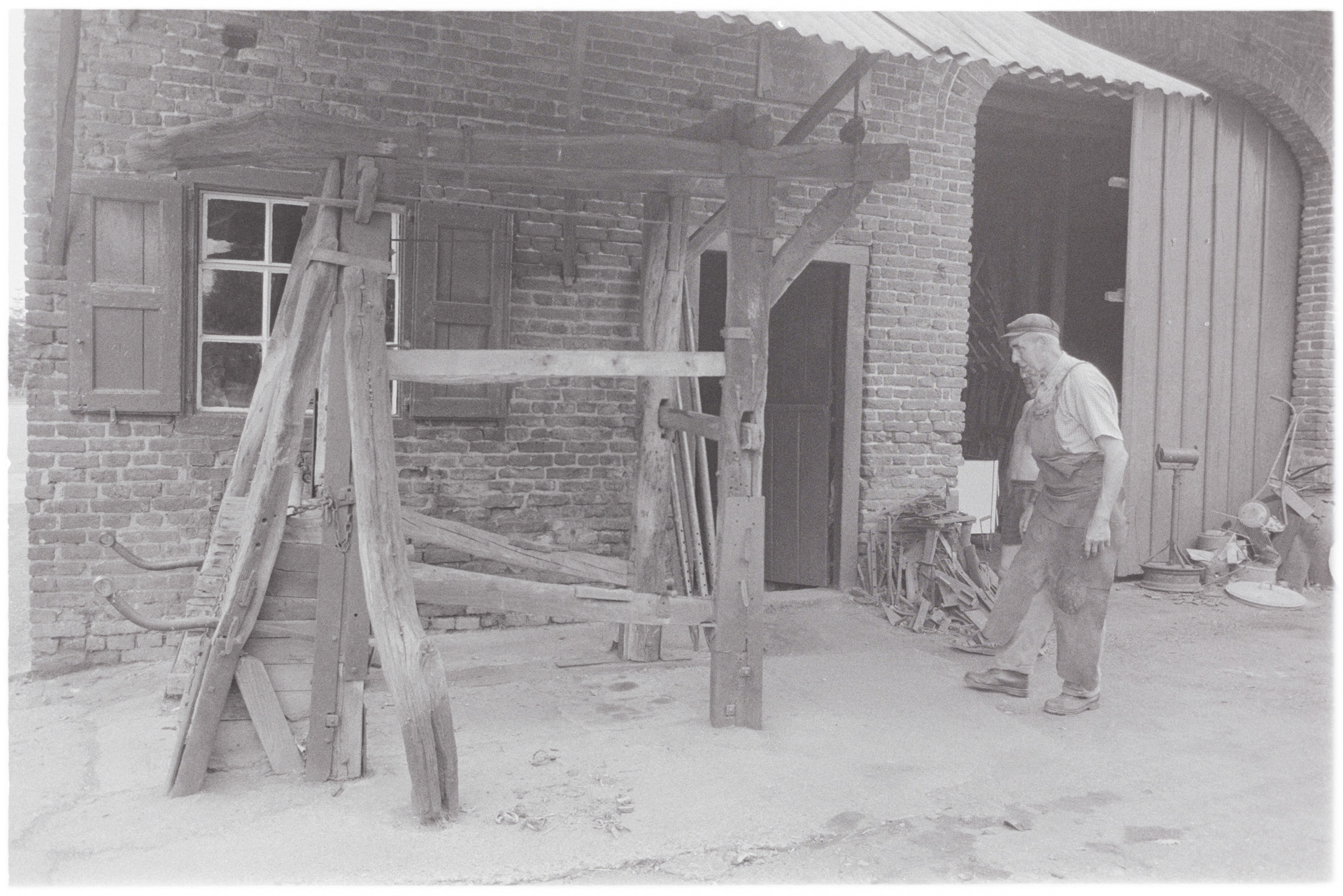

Onderstaande foto's zijn gemaakt door het Agentschap Onroerend Erfgoed in 1989.

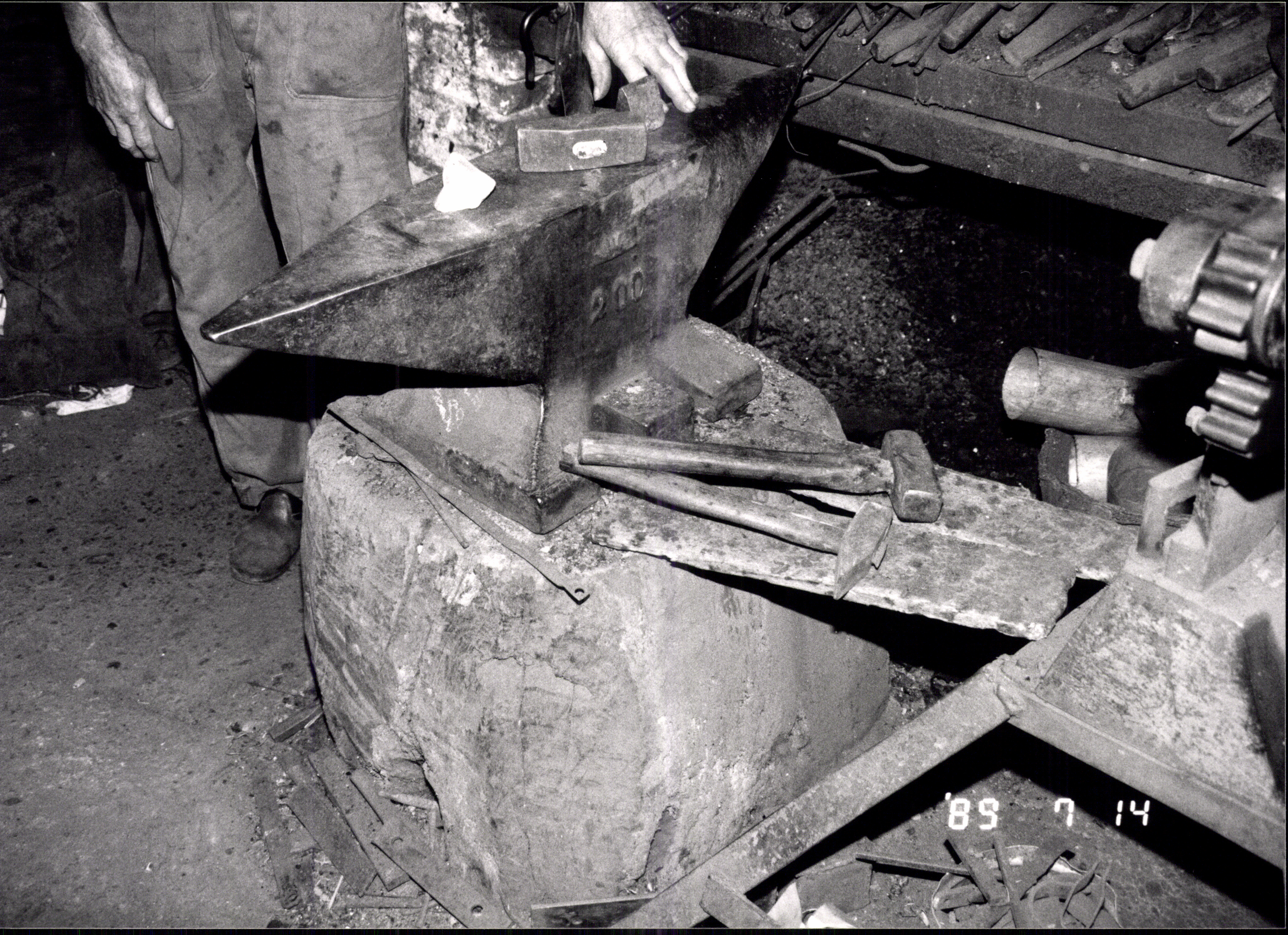
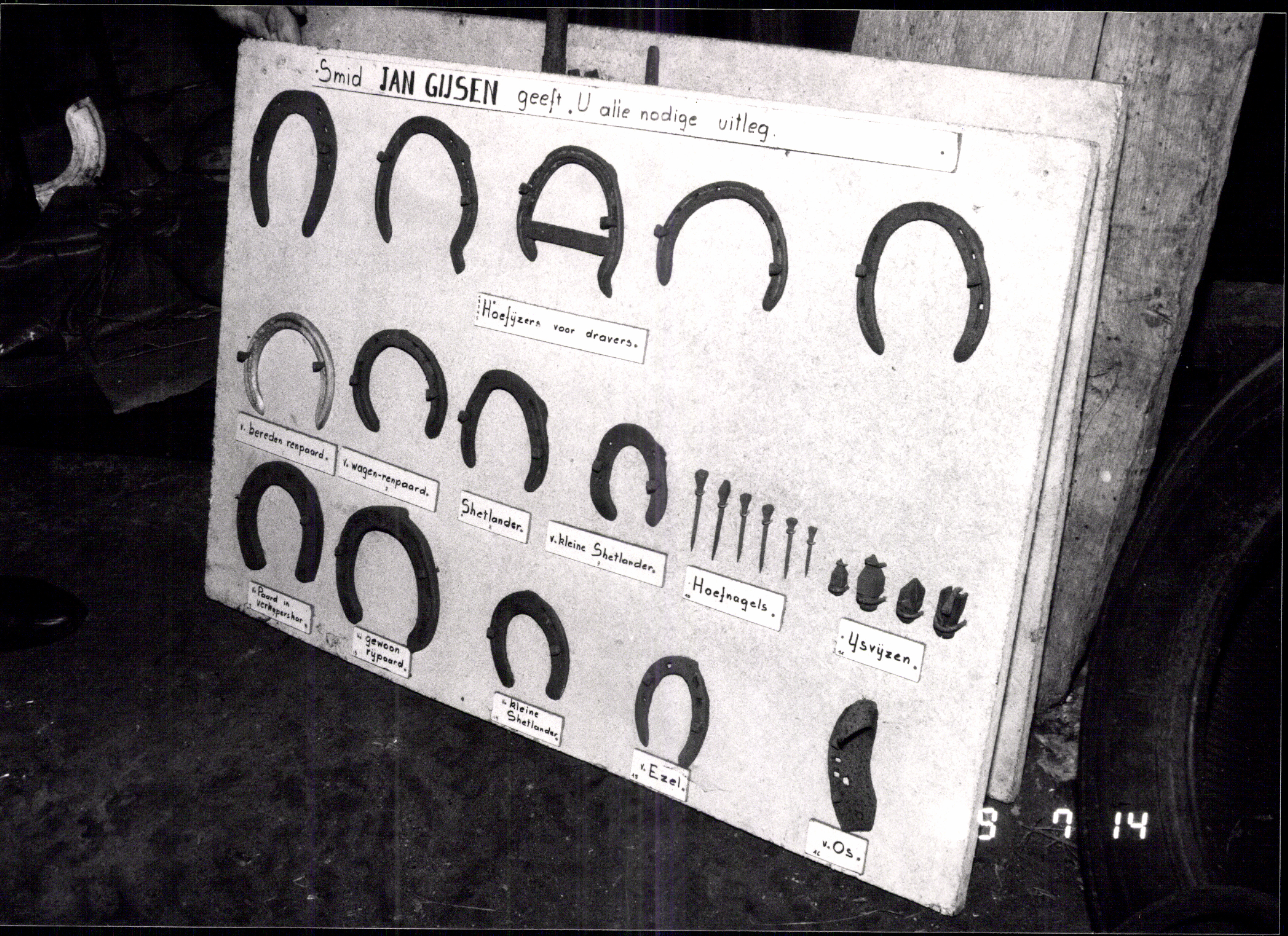
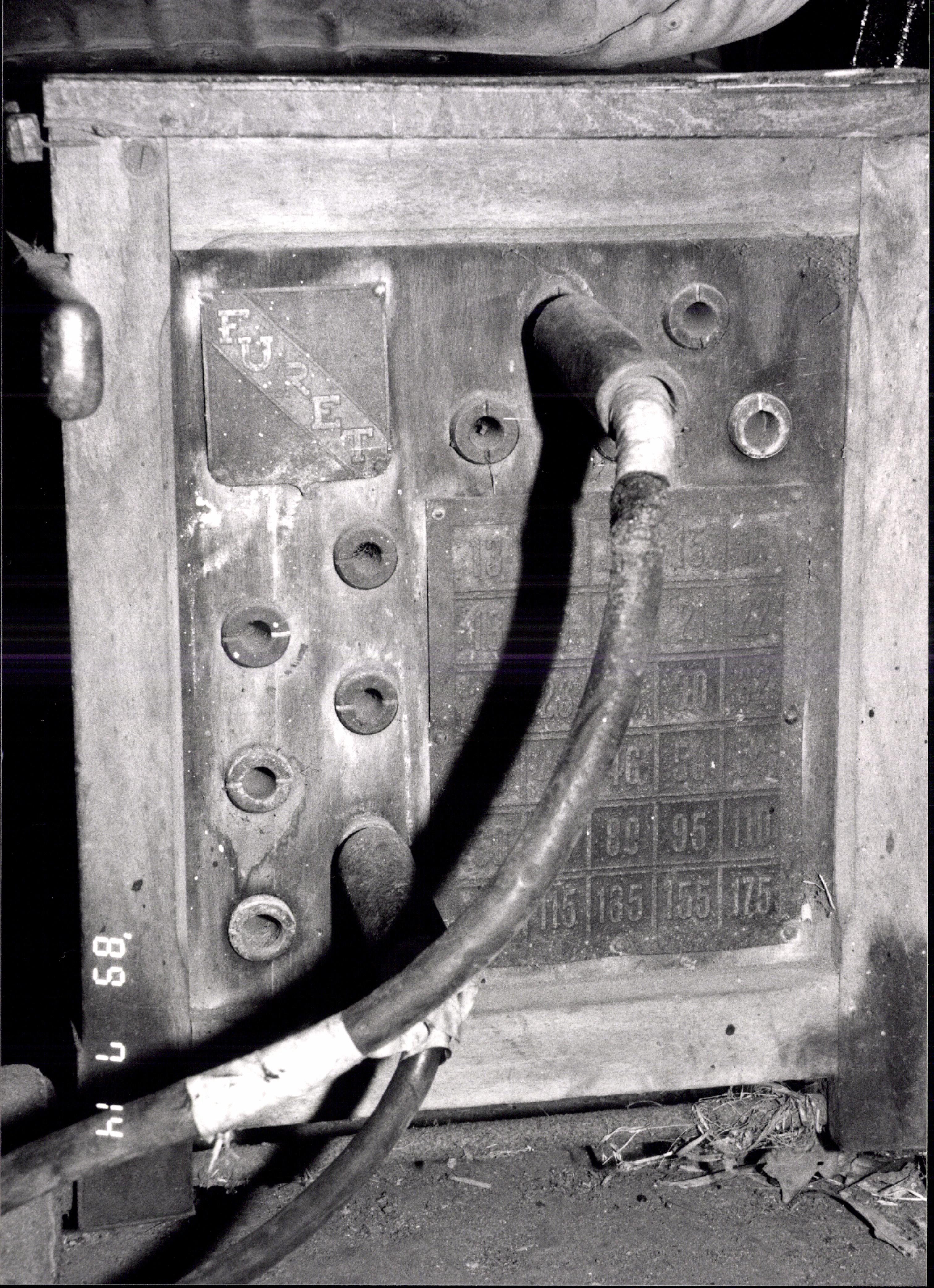
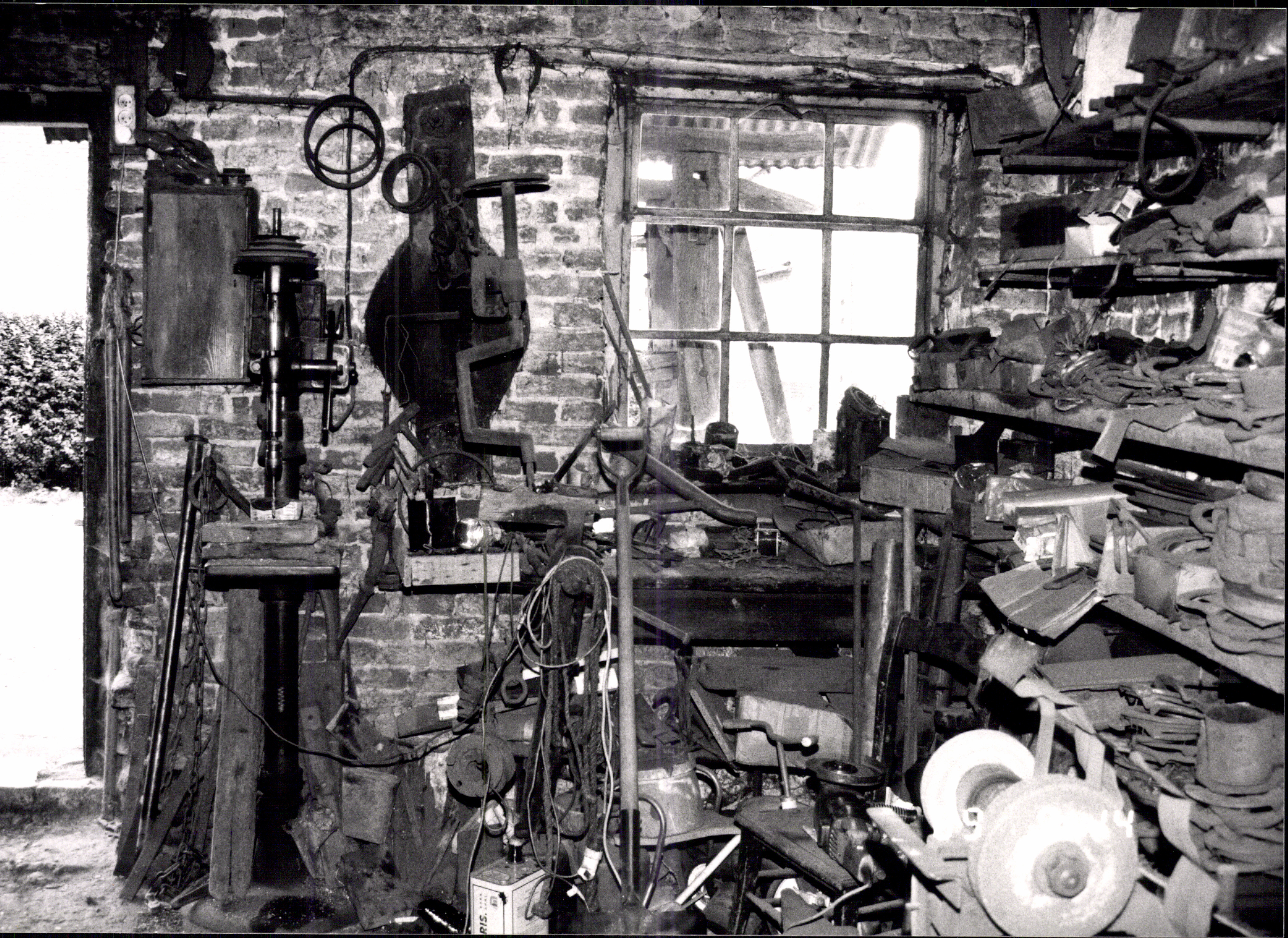
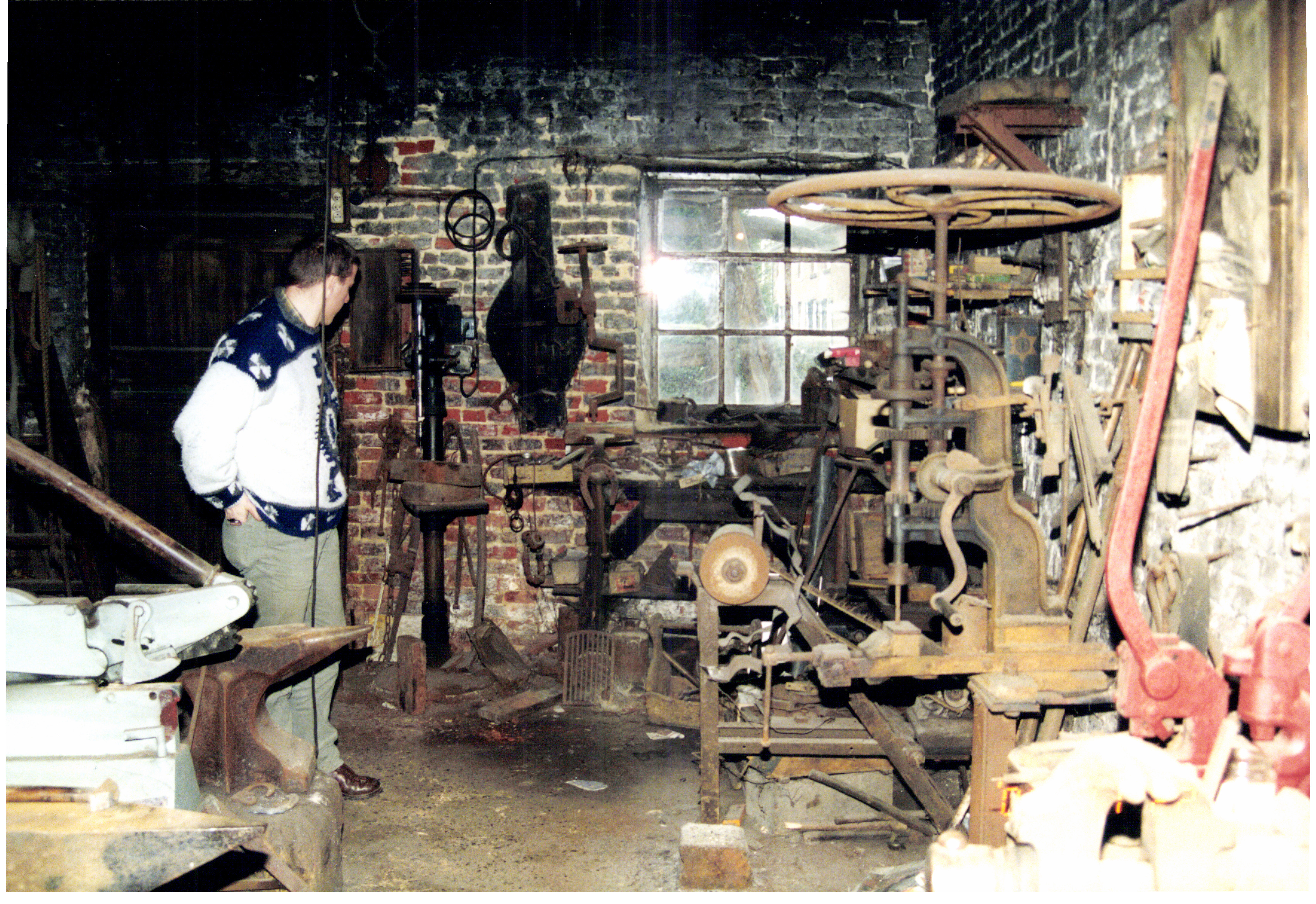